# Cuéllar de la Sierra
Cuéllar de la Sierra es una localidad de la provincia de Soria, partido judicial de Soria,  Comunidad Autónoma de Castilla y León, España. Pueblo de la Comarca de Almarza que pertenece al municipio de Ausejo de la Sierra

## Geografía humana

### Demografía
| Gráfica de evolución demográfica de Cuellar de la Sierra entre 1842 y 1910 |
| |
| Población de derecho según los censos de población del INE Población de hecho según los censos de población del INEEn este censo se denominaba Cuellar: 1857 Entre el censo de 1900 y el anterior, este municipio desaparece porque se integra en el municipio 42028 (Ausejo de la Sierra) |

En el año 2000 contaba con 23 habitantes, concentrados en el núcleo principal manteniéndose en 23 en 2014.

## Historia
El Censo de Pecheros de 1528, en el que no se contaban eclesiásticos, hidalgos y nobles, registraba la existencia 37 pecheros, es decir unidades familiares que pagaban impuestos. En el documento original aparece como Cuellas.
A la caída del Antiguo Régimen la localidad se constituye en municipio constitucional, entonces conocido como Cuéllar de la Sierra en la región de Castilla la Vieja, partido de Soria que en el censo de 1842 contaba con 34 hogares y 137 vecinos.
A principios del siglo XX desaparece el municipio porque se integra en Ausejo de la Sierra.

## Lugares de interés
- Iglesia de San Miguel, iglesia románica del siglo XII, reformada en el siglo XVII con una gran pila bautismal de gran valor artístico-cultural.

## Fiestas
- Fiestas de San Blas, el día 3 de febrero.
- Fiestas de San Miguel, 29 de septiembre, celebradas actualmente el último fin de semana de este mes.